# Comuna Segarcea-Vale, Teleorman
Segarcea-Vale este o comună în județul Teleorman, Muntenia, România, formată din satele Olteanca, Segarcea-Deal și Segarcea-Vale (reședința).

## Așezare
Localitatea este situată de-a lungul drumului județean DJ546 pe o lungime de 2,5 km. În paralel cu Segarcea-Vale în partea de sud-vest curge râul Sâiul, iar tot paralel la o distanță de relativ 3 km curge râul Olt.

## Personalități născute aici
- Dimitrie Stelaru (1917 - 1971), scriitor;
- Gheorghe Sarău (n. 1956), lingvist.

## Demografie
Componența etnică a comunei Segarcea-Vale
     Români (91,17%)
     Alte etnii (8,83%)
Componența confesională a comunei Segarcea-Vale
     Ortodocși (89,89%)
     Alte religii (0,53%)
     Necunoscută (9,59%)
Conform recensământului efectuat în 2021, populația comunei Segarcea-Vale se ridică la 2.660 de locuitori, în scădere față de recensământul anterior din 2011, când fuseseră înregistrați 3.211 locuitori. Majoritatea locuitorilor sunt români (91,17%). Din punct de vedere confesional, majoritatea locuitorilor sunt ortodocși (89,89%), iar pentru 9,59% nu se cunoaște apartenența confesională.

## Istorie
La sfârșitul secolului al XIX-lea, comuna făcea parte din plasa Călmățuiul al județului Teleorman, cu o populație de 1338 de locuitori. În comună funcționa o școală mixtă și o biserică. La acea vreme, în aceiași plasă funcționa și comuna Segarcea-Deal făcea parte din aceiași plasă cu o populație de 1360 de locuitori. În comună funcționa o școală și o biserică.
Anuarul Socec din 1925 consemnează comuna în plasa Turnu Măgurele a aceluiași județ și cu o populație de 1803 de locuitori. Comuna Segarcea-Deal făcea parte din aceiași plasă și cu o populație de 1895 de locuitori. Anuarul consemnează și înființarea comunei Olteanca, în aceiași plasă, cu o populație de 1712 de locuitori.
În anul 1950, comunele au trecut în administrația raionului Turnu Măgurele al regiunii Teleorman, raion care, doi ani mai târziu, a fost inclus în regiunea București.
În anul 1968, comuna a trecut la județul Teleorman, în actuala structură. Tot atunci comunele Segarcea-Deal și Olteanca au fost desființate și au fost incluse în comuna Segarcea-Vale.

## Politică și administrație
Comuna Segarcea-Vale este administrată de un primar și un consiliu local compus din 11 consilieri. Primarul, Claudiu-Gabriel Gheldiu[*], de la Partidul Național Liberal, este în funcție din 1 noiembrie 2024. Începând cu alegerile locale din 2024, consiliul local are următoarea componență pe partide politice:
|  | Partid                    | Consilieri | Componența Consiliului | Componența Consiliului | Componența Consiliului | Componența Consiliului | Componența Consiliului | Componența Consiliului |
|  | ------------------------- | ---------- | ---------------------- | ---------------------- | ---------------------- | ---------------------- | ---------------------- | ---------------------- |
|  | Partidul Național Liberal | 6          |                        |                        |                        |                        |                        |                        |
|  | Partidul Social Democrat  | 4          |                        |                        |                        |                        |                        |                        |
|  | Partidul Ecologist Român  | 1          |                        |                        |                        |                        |                        |                        |